# Venanus yanayacuensis
Venanus yanayacuensis is een insect dat behoort tot de orde vliesvleugeligen (Hymenoptera) en de familie van de schildwespen (Braconidae). De wetenschappelijke naam van de soort werd voor het eerst geldig gepubliceerd door Arias-Penna & Whitfield in 2011.